# Лицензии и инструменты Creative Commons
Лицензии Creative Commons — группа унифицированных текстов, описывающих условия использования произведений, к которым они прилагаются. Они содержат как краткое описание, излагающее существенные условия максимально доступным языком, так и подробный выверенный юристами текст в форме лицензии, соответствующий законодательству об авторском праве.
Первая версия лицензий была выпущена американской некоммерческой организацией Creative Commons 16 декабря 2002 года. В настоящее время лицензии Creative Commons распространились достаточно широко; в частности, одну из лицензий использует Википедия.
В отличие от различных лицензий на свободное ПО (например, GNU GPL), лицензии Creative Commons гораздо более удобны для фотографий, рисунков, коротких текстов и т. п., так как они не требуют распространения вместе с произведением сопроводительного текста с условиями лицензии, достаточно буквенного кода из базовых элементов.
Фонд свободного программного обеспечения просит следить за тем, чтобы указывалась конкретная лицензия: «Creative Commons публикует множество лицензий, которые сильно отличаются друг от друга. Поэтому указать, что произведение „использует лицензию Creative Commons“ — значит оставить принципиальные вопросы о лицензировании произведения без ответа. Когда вы видите такое заявление в произведении, пожалуйста, попросите автора изменить работу, чтобы чётко и наглядно заявить, какая из лицензий Creative Commons в нём используется».

## Элементы лицензий
В лицензиях, написанных юристами для юристов, чтобы узнать условия этих лицензий, надо читать сам текст лицензий. Но у лицензий Creative Commons условия лицензий прописаны прямо в названиях лицензий (например, лицензия, по которой можно использовать произведение в некоммерческих целях при условии указания авторства, так и называется: «Attribution — Noncommercial», BY-NC). Условия лицензий прописаны в виде комбинации «элементов лицензии», каждый из которых также имеет своё условное обозначение в виде картинки.

### Список элементов
| Attribution    | Attribution (сокращённо BY)         | Пользователь должен указать авторство произведения.                                                              |
| Share-alike    | Share-alike (сокращённо SA)         | Производные произведения обязательно должны распространяться на условиях этой же лицензии (см. также: копилефт). |
| Non-commercial | Noncommercial (сокращённо NC)       | Запрещается использование произведения в целях получения прибыли.                                                |
| Non-derivative | No Derivative Works (сокращённо ND) | Запрещается создавать производные произведения на основе данного произведения.                                   |

Комбинированием этих элементов лицензии получаются собственно лицензии Creative Commons.

## Текущие лицензии Creative Commons
В настоящее время существует 6 современных лицензий Creative Commons.
- Лицензии Creative Commons являются неисключительными. Правообладатель может разрешить использование своего произведения по лицензии Creative Commons и после этого заключить другой отдельный, неисключительный договор с кем-либо ещё, например, в обмен на деньги.
- Лицензии Creative Commons имеют силу в течение всего времени действия полученных прав (в большинстве стран — 70 лет с момента смерти автора). Если работа однажды лицензирована, то её лицензия уже не может быть аннулирована впоследствии. Нельзя запретить кому-то, кто использует произведение согласно лицензии, продолжить её использование. Правообладатель может прекратить распространение произведений по лицензиям Creative Commons в любое время, но те копии, что уже существуют, нельзя будет изъять из обращения и прекратить создание всё новых копий по лицензии Creative Commons.
- Лицензиар заключает отдельный договор лицензирования с каждым пользователем (лицензиатом).
- Организация Creative Commons® не является стороной лицензионного договора, и не может выступать гарантом качества лицензируемой работы.
- Все лицензии требуют указания авторства (ранее использовались лицензии, не требующие этого, но Creative Commons перестала их поддерживать).

### Базовые права
Все 6 современных лицензий Creative Commons имеют много важных общих черт.
Каждая лицензия:
- сохраняет авторские права автора произведения
- сообщает, что добросовестное использование другими людьми, первая продажа и права свободы выражения не затрагиваются данной лицензией.

Каждая лицензия требует от пользователей произведения:
- получать разрешение автора на любую из вещей, которые автор решит ограничить — например, использование в коммерческих целях, создание производного произведения
- сохранять любое уведомление об авторских правах нетронутым на всех копиях произведения
- ставить ссылку на лицензию с копий произведения
- не изменять условия лицензии
- не использовать технологию, чтобы ограничить законные использования произведения другими получателями лицензии

Каждая лицензия позволяет пользователям произведения, если они следуют вашим условиям, по крайней мере некоммерчески:
- копировать произведение
- распространять его
- показывать или исполнять его публично
- делать цифровые публичные представления его (например, вебкастинг)
- переводить произведение в другой формат как точную копию

Каждая лицензия:
- действует по всему миру
- длится в течение срока авторских прав на произведение
- является неотзывной

### Список и описания лицензий
6 современных лицензий (версия 4.0 International) упорядочены как на официальном сайте сверху вниз по увеличению накладываемых ограничений на право пользования, таким образом, вверху — самая разрешительная лицензия, а внизу — самая запретительная (хотя в некоторых ситуациях CC BY-NC[-SA] более свободны, чем CC BY-ND):
| CC Attribution (сокращённо CC BY)                                   |
| CC Attribution-ShareAlike (сокращённо CC BY-SA)                     |
| CC Attribution-NoDerivatives (сокращённо CC BY-ND)                  |
| CC Attribution-NonCommercial (сокращённо CC BY-NC)                  |
| CC Attribution-NonCommercial-ShareAlike (сокращённо CC BY-NC-SA)    |
| CC Attribution-NonCommercial-NoDerivatives (сокращённо CC BY-NC-ND) |

Приведённые ниже условия лицензий являются неформальными, в них легко разобраться неспециалистам. Создатель Creative Commons, Лоуренс Лессиг, называет их «human readable» (с англ. — «понятные человеку»). Но они не имеют юридической силы, поэтому для каждой из них сформулированы корректные формулировки в рамках местного законодательства, по выражению Лессига — «lawyer readable» (с англ. — «понятные юристу»). Таким образом, система лицензий удобна и для пользователей, и для юристов. Сейчас лицензии Creative Commons адаптированы более чем для 53 стран.

#### Свободные
Согласно критериям определения свободных произведений культуры, лицензии Creative Commons можно разделить на свободные лицензии и несвободные. Лицензии, соответствующие определению, помечены соответствующим значком на официальном сайте creativecommons.org.
Ниже сначала перечислены свободные лицензии.
На сайте проекта GNU Фонда свободного программного обеспечения лицензии CC BY и CC BY-SA также описаны как свободные: «свободная лицензия, которая хороша для художественных и развлекательных произведений и образовательных работ».
В последние годы число произведений, доступных по свободным лицензиям Creative Commons, а также как общественное достояние, выросло до 40 % от общего объёма CC-произведений, в то время как в первые годы существования проекта свободными были только 20 % произведений.

##### CC Attribution(сокращённо CC BY)
Лицензия «С указанием авторства».
Принцип лицензии — «делайте с моим произведением всё что угодно, только указывайте моё авторство».
Эта лицензия позволяет другим распространять, перерабатывать, исправлять и развивать произведение, даже в коммерческих целях, при условии указания автора произведения. Это наиболее свободная лицензия, с точки зрения того, что могут делать с произведением пользователи.
Эта лицензия является т. н. пермиссивной лицензией, аналогичной таким пермиссивным лицензиями свободного ПО как BSD, MIT, Apache. Соответственно, к этой лицензии также применим широко известный спор «BSD против GPL» по определению «какая лицензия лучше — пермиссивная или копилефтная?». Лицензия CC Attribution не требует от производного произведения быть свободным (в отличие от копилефтной лицензии Attribution — Share Alike). Эта лицензия отражает точку зрения, что свобода должна заключаться в том числе и в том, чтобы делать несвободные произведения на основе свободного, то есть «закрывать» произведения. Часто лицензию CC Attribution выбирают те, кому абсолютно всё равно, что другие люди будут делать с его произведением, лишь бы указывали авторство.
С точки зрения бизнеса, произведения под CC Attribution идеально подходят для того, чтобы взять произведение, созданное другими людьми, внести незначительное количество изменений и таким образом сделать на его основе производное произведение, которое будет являться полной интеллектуальной собственностью компании и использоваться в коммерческих целях этой компанией. Такое производное произведение может быть «закрытым» и за него можно будет брать деньги, в то время как другие не будут иметь прав распространять это произведение (произведение сможет распространять только компания-производитель и, например, только за деньги).
По своему духу, распространение произведения по пермиссивной лицензии CC Attribution схоже с передачей произведения в общественное достояние.
На сайте проекта GNU Фонда свободного программного обеспечения лицензия описана как «некопилефтная свободная лицензия, которая хороша для художественных и развлекательных произведений и образовательных работ». Фонд просит не использовать её для программного обеспечения или документации, так как она несовместима с GNU GPL и GNU FDL.
По этой лицензии доступны часть медиафайлов Викисклада, часть музыки Jamendo, часть изображений Flickr, Викиновости, Частный Корреспондент, материалы из Публичной научной библиотеки (PLoS), всё содержимое сайтов президентов России и США.

##### CC Attribution — Share Alike(сокращённо CC BY-SA)
Лицензия «С указанием авторства — С сохранением условий»
Эта лицензия является самой популярной, вырвавшейся в лидеры в июле 2009 года.
Эта лицензия позволяет другим перерабатывать, исправлять и развивать произведение даже в коммерческих целях при условии указания авторства и лицензирования производных работ на аналогичных условиях. Эта лицензия является копилефт-лицензией. Все новые произведения, основанные на лицензированном под нею, будут иметь аналогичную лицензию, поэтому все производные будет разрешено изменять и использовать в коммерческих целях.
Базовые условия лицензии Attribution — Share Alike (указание авторства и копилефт, разрешение изменять контент и прочее) совпадают с условиями аналогичной лицензии GNU FDL (только если в произведении не заявлены неизменяемые разделы и помещаемые на первой и последней обложке тексты), поэтому они очень похожи, но несовместимы.
Эта лицензия похожа на копилефтную лицензию GNU GPL — аналог в мире свободного программного обеспечения. Соответственно к этой лицензии также применим широко известный спор «BSD против GPL» по определению «какая лицензия лучше — пермиссивная или копилефтная?». Лицензия CC Attribution — Share Alike требует от производного произведения быть свободным (в отличие от пермиссивной лицензии Attribution). Эта лицензия отражает точку зрения, что произведения должны быть свободными и порождать другие свободные произведения, то есть лицензия не даёт делать несвободные произведения на основе свободного, то есть «закрывать» произведения (лицензия CC Attribution — ShareAlike подразумевает: «Если я сделал моё произведение свободным, то произведения на его основе тоже должны быть свободными»), таким образом, произведения остаются доступными для общества и их можно использовать для улучшения исходного произведения. Часто лицензию CC Attribution — ShareAlike выбирают те, которым совсем не всё равно, что другие люди будут делать с его произведением.
Лицензия CC Attribution — Share Alike не даёт кому-либо сделать монопольным доступ к произведению. Эта лицензия уравнивает шансы всех пользователей и даёт равные возможности доступа к произведению.
На сайте проекта GNU Фонда свободного программного обеспечения лицензия описана как «копилефтная свободная лицензия, которая хороша для художественных и развлекательных произведений и образовательных работ». Фонд просит не использовать её для программного обеспечения или документации, так как она несовместима с GNU GPL и GNU FDL. Он же в документе «Как выбрать лицензию для вашего собственного произведения?» рекомендует для произведений для практического использования, которые могут включаться в ПО (например, иконки, графика, шрифты, географические данные), использовать лицензию Creative Commons Attribution-ShareAlike в случае, если невозможно использовать лицензию уже существующего проекта, которому может понадобиться произведение, или подходящую лицензию из списка FSF.
По этой лицензии (или её более старым версиям) доступны часть медиафайлов Викисклада, часть музыки Jamendo, часть изображений Flickr, Википедия (использует версию 4.0 с 2023 года, до того 3.0 и более ранние версии), Wikia, Wikitravel, OpenStreetMap.

#### Несвободные
Произведения под данными лицензиями не подходят под Определение свободных произведений культуры. Они не предоставляют пользователям необходимого минимума свобод и ограничивают людей в вещах, которые недопустимы для свободной лицензии.

##### CC Attribution — No Derivative Works(сокращённо CC BY-ND)
Лицензия «С указанием авторства — Без производных»
Эта лицензия позволяет свободно распространять произведение, как на коммерческой, так некоммерческой основе, при этом работа должна оставаться неизменной и обязательно должно указываться авторство.
На сайте проекта GNU Фонда свободного программного обеспечения лицензия описана под заголовком:
Произведения, которые выражают чьи-то мнения — воспоминания, редакционные статьи и так далее — служат принципиально иной цели, чем произведения для практического использования вроде программного обеспечения и документации. Из-за этого мы думаем, что они предоставляют получателям другой набор разрешений: только разрешение копировать и распространять произведение дословно. Ричард Столлман часто это обсуждает в своих речах. Поскольку очень много лицензий отвечают этим критериям, мы не можем перечислить их все. Однако, если вы ищете одну такую, чтобы использовать самостоятельно, есть две, которые мы рекомендуем.
следующим образом:
Это лицензия, используемая на всём веб-сайте FSF. Это лицензия предоставляет примерно те же разрешения, что и наша Verbatim Copying License, но она намного более детальна. В частности, мы рекомендуем её для аудио- и/или видеопроизведений, распространяющих мнения.Various Licenses and Comments about Them — GNU Project — Free Software Foundation (FSF)
Эта лицензия запрещает перевод произведения на другой язык.
По этой лицензии доступны часть изображений Flickr, часть музыки Jamendo, сайты Фонда свободного программного обеспечения (в том числе проекта GNU), а также некоторые книги.

##### CC Attribution — Noncommercial(сокращённо CC BY-NC)
Лицензия «С указанием авторства — Некоммерческая»
Эта лицензия позволяет другим перерабатывать, исправлять и развивать произведение на некоммерческой основе, и хотя для производных работ сохраняются требования указания авторов и некоммерческого использования, не требуется предоставления третьим лицам аналогичных прав на производные от неё.
По этой лицензии доступны часть изображений Flickr, часть музыки Jamendo, книги «Свободная культура» и «Ремикс» Лоуренса Лессига.

##### CC Attribution — Noncommercial — Share Alike(сокращённо CC BY-NC-SA)
Лицензия «С указанием авторства — Некоммерческая — С сохранением условий»
Эта лицензия была самой популярной в ранний период Creative Commons, но потом уступила лидерство более свободной лицензии BY-SA.
Эта лицензия позволяет другим перерабатывать, исправлять и развивать произведение на некоммерческой основе, до тех пор, пока они упоминают оригинальное авторство и лицензируют производные работы на аналогичных лицензионных условиях. Пользователи могут не только получать и распространять произведение на условиях, идентичных данной лицензии («by-nc-sa»), но и переводить, создавать иные производные работы, основанные на этом произведении. Все новые произведения, основанные на этом, будут иметь одни и те же лицензии, поэтому все производные работы также будут носить некоммерческий характер.
По этой лицензии доступны часть изображений Flickr, часть музыки Jamendo.

##### CC Attribution — Noncommercial — No Derivative Works(сокращённо CC BY-NC-ND)
Лицензия «С указанием авторства — Некоммерческая — Без производных»
Данная лицензия имеет наибольшие ограничения среди шести основных лицензий, разрешающих свободное распространение произведения. Эту лицензию часто называют лицензией «бесплатной рекламы», поскольку она позволяет другим получать и распространять произведение, до тех пор пока они упоминают автора и ссылаются на него, но они не могут ни под каким видом изменять произведение и использовать его в коммерческих целях.
Некоторые считают, что эта лицензия лучше, чем CC BY-NC и CC BY-NC-SA, запрещающие только коммерческое использование, так как её использование не приводит к экспоненциальному росту числа несвободных произведений, с правообладателями которых невозможно связаться.
По этой лицензии доступны часть изображений Flickr, часть музыки Jamendo, Star Wreck, подкаст Радио-Т.

## Текущие инструменты

### CC0
CC0 (CC Zero) — универсальный, действующий во всём мире инструмент для отказа от своих авторских прав и передачи произведения в общественное достояние. Воспользоваться им может только владелец авторских прав.
В отличие от лицензий Creative Commons, CC0 можно применять к программному обеспечению. При желании автора передать работу в общественное достояние этот инструмент рекомендует использовать Фонд СПО:
CC0 — передача в общественное достояние от Creative Commons. Произведение, выпущенное по CC0, передано в общественное достояние в максимальной степени, разрешенной законом. Если это невозможно по любой причине, CC0 также предоставляет простую пермиссивную лицензию в качестве запасного варианта. И произведения в общественном достоянии, и простая лицензия, предоставляемая CC0, совместимы с GNU GPL. Если вы хотите передать ваше произведение в общественное достояние, мы рекомендуем вам использовать CC0.
Также CC0 можно применять к базам данных.
CC0 заменил собой аналогичный инструмент «Copyright-Only Dedication (based on United States law) or Public Domain Certification», который был списан, так как действовал только на территории США.

### Public Domain Mark
Public Domain Mark — специальная метка, которая ставится на чужие произведения, уже находящиеся в общественном достоянии. Потом произведения можно будет найти через специальные поисковые системы, например, расширенный поиск Google.

## Версии лицензий
Когда публикуется обновлённая версия лицензии Creative Commons, новая версия получает соответствующий номер, подобно нумерации версий программного обеспечения.
Версии 1 и 2 шести основных лицензий были ориентированы в первую очередь на американское законодательство.
Версия 3 лицензий предназначалась для международного использования. С одной стороны, были опубликованы универсальные, неадаптированные версии лицензий. С другой стороны, организация Creative Commons способствовала правовой и лингвистической адаптации шести основных лицензий Creative Commons к местному законодательству в тех странах, где это необходимо. Для этого она производила адаптацию терминологии под законодательство конкретной страны (например, Индии) и, при необходимости, создавала переводы лицензий на другие языки. Там, где такая адаптация не произведена, рекомендовалось использовать обычные неадаптированные международные версии лицензий, которые созданы, чтобы работать во всех странах-участниках соглашений по авторским правам. Если версии для какой-либо страны никогда не выпускались (например, России), то это не препятствует использованию лицензий в такой стране.
В настоящее время опубликована 4-я версия основных лицензий. Все эти лицензии изначально международные, портирование для них не требуется.

## Протокол
Протокол CC+ (CC Plus) — это способ распространять произведение по некоммерческой лицензии и в то же время передавать коммерческие права по другой лицензии и зарабатывать деньги.

## Устаревшие лицензии и инструменты
Creative Commons может списывать лицензии и инструменты как устаревшие или недостаточно востребованные.

### Списанные лицензии
Sampling Plus. Списана 12 сентября 2011 годанесовместима с другими лицензиями CC, недостаточно востребована.
Разрешает использовать фрагменты произведения (семплировать), смешивать (mash-up) или иным образом творчески преобразовывать произведение в коммерческих или некоммерческих целях. Разрешает исполнять, показывать и распространять копии этого произведения в некоммерческих целях (например, для совместного использования файлов или некоммерческого вещания через веб).
Проект Freesound с версии 2.0 использует инструмент CC0 и лицензии CC BY и CC BY-NC.
NonCommercial Sampling Plus. Списана 12 сентября 2011 годанедостаточно востребована.
Разрешает семплировать, смешивать (mash-up) или иным образом творчески преобразовывать это произведение в некоммерческих целях. Разрешает исполнять, показывать и распространять копии произведения в некоммерческих целях (например, для совместного использования файлов или некоммерческого вещания через веб).
Так же списаны:
- DevNations (списана в 2007 году, так как не позволяет использовать произведение во всём мире)
- Sampling (списана в 2007 году, так как не позволяет даже некоммерческое использование)

Списаны в 2004 г лицензии без BY из-за невостребованности:
- NoDerivs;
- NoDerivs-NonCommercial;
- NonCommercial;
- NonCommercial-ShareAlike;
- ShareAlike.

### Списанные инструменты
- Public Domain Dedication and Certification (списан в 2010 году из-за ориентированности только на США и того, что были смешаны два разных способа использования, теперь вместо этого инструмента созданы CC0 и Public Domain Mark)

## Соответствие законодательству

### Россия
Некоторые юристы, признавая в целом применимость лицензий в рамках российского законодательства, считают данное в тексте лицензии определение термина «распространение» недостаточно широким. По мнению директора Центра IT-исследований и экспертизы РАНХиГС М. Брауде-Золотарева и юридического журналиста П. Протасова, определение совместимо не со всеми способами передачи прав, предусмотренных п. 2 ст. 1270 ГК РФ, а только с «распространением произведения путём продажи или иного отчуждения его оригинала или экземпляров».
В то же время, другие их коллеги трактуют предоставляемые лицензией способы передачи прав более широко, и не находят препятствий к применению лицензий к различным формам использования произведений: по мнению эксперта ИРИО Е. А. Войниканис, текст лицензии позволяет использовать произведение в форме воспроизведения (пп. 1 п. 2 ст. 1270 ГК РФ), перевода или другой переработки (пп. 9 п. 2 ст. 1270 ГК РФ), распространения (пп. 2 п. 2 ст. 1270 ГК РФ), публичного исполнения, сообщение в эфир и по кабелю (пп. 6, 7, 8 ст. 1270 ГК РФ) и доведения до всеобщего сведения (пп. 11 п. 2 ст. 1270 ГК РФ), а эксперт портала «Право.ру» М. Глазкова считает, что лицензия позволяет «распространение» (п. 2 ст. 1270 ГК РФ), «публичное исполнение» (п. 6 ст. 1270 ГК РФ) и «перевод и иную переработку» (пп. 9 п. 2 ст. 1270) произведения.
1 октября 2014 года в российском Гражданском кодексе появилось понятие "открытой лицензии", примерно совпадающее с понятием свободной лицензии.